# Wöhlsdorf (Seisla)
Wöhlsdorf ist ein Ortsteil der Gemeinde Seisla im thüringischen Saale-Orla-Kreis.
Wöhlsdorf befindet sich an der Straße von Könitz nach Ranis, etwa einen halben Kilometer östlich der Ortslage Seisla.

## Geschichte
Das Rittergut Wöhlsdorf gehörte bis 1815 zum kursächsischen Amt Arnshaugk und kam nach dessen auf dem Wiener Kongress beschlossenen Abtretung an den preußischen Landkreis Ziegenrück, zu dem der Ort bis 1945 gehörte. Der Ort entwickelte sich nach dem Zweiten Weltkrieg aus einem Rittergut und einigen kleineren Gehöften.

## Persönlichkeiten
- Georg Freytag (1853–1932), deutsch-österreichischer Buchhändler und Verleger